# Lîsa Hora, Pervomaisk
Lîsa Hora (în ucraineană Лиса Гора) este localitatea de reședință a comunei Lîsa Hora din raionul Pervomaisk, regiunea Mîkolaiiv, Ucraina.

## Demografie
Componența lingvistică a localității Lîsa Hora
     Ucraineană (93,29%)
     Rusă (3,6%)
     Română (2,44%)
     Alte limbi (0,29%)
Conform recensământului din 2001, majoritatea populației localității Lîsa Hora era vorbitoare de ucraineană (93,29%), existând în minoritate și vorbitori de rusă (3,6%) și română (2,44%).